# Campeonato Amateur de Guayaquil 1942
El Campeonato Amateur de Guayaquil de 1942, más conocido como Liga de Guayaquil 1942, fue la 21.ª edición de los torneos amateurs del Guayas y fue organizado por la FEDEGUAYAS, como anécdotas de este torneo fue el regreso del Barcelona en primera división después de 11 años, de participar en las Serie C, Serie B e División Intermedia, también este sería el primer título del Patria en la Liga de Guayaquil tras 5 intentos fallidos, mientras que el campeón defensor el Panamá no pudo revalidar la buena campaña obtenida un año antes en el caso del descenso el Norte América descendería por 2° ocasión ya que su última vez que lo hizo fue en el torneo de 1939.
El Patria obtendría por primera vez el título en este torneo mientras que el Guayaquil Sport obtendría su segundo subcampeonato.

## Formato del torneo
La Liga de Guayaquil 1942 se jugó con el formato de una sola etapa y fue de la siguiente manera:
Primera Etapa (Etapa Única)
La Primera Etapa se jugó un todos contra todos en encuentros de solo ida dando un total de 7 fechas en la cual se definirá al campeón e subcampeón de la temporada a los dos equipos de mejor puntaje en caso de igualdad de puntos se lo definiría por gol diferencia, así mismo para el descenso bajara el equipo con menor puntaje.

## Sede
| Guayaquil        |
| ---------------- |
| Municipal        |
| Capacidad: 5 000 |
|                  |

## Equipos participantes
Estos fueron los 7 equipos que participaron en la Liga de Guayaquil de 1942.
| Equipos participantes | Equipos participantes | Equipos participantes | Equipos participantes |
| --------------------- | --------------------- | --------------------- | --------------------- |
| Barcelona             | Italia                | Panamá                |                       |
| Guayaquil Sport       | Norte América         | Patria                | 9 de Octubre          |

## Única Etapa

### Partidos y resultados
| Fecha 1      | Fecha 1   | Fecha 1          |
| Equipo Local | Resultado | Equipo Visitante |
| ------------ | --------- | ---------------- |
| Italia       | 2-1       | Panamá           |
| Patria       | 2-2       | Barcelona        |
| 9 de Octubre | 2-1       | Norteamérica     |

| Fecha 2         | Fecha 2   | Fecha 2          |
| Equipo Local    | Resultado | Equipo Visitante |
| --------------- | --------- | ---------------- |
| Panamá          | 2-0       | 9 de Octubre     |
| Guayaquil Sport | 5-4       | Italia           |
| Norteamérica    | 2-2       | Barcelona        |

| Fecha 3      | Fecha 3   | Fecha 3          |
| Equipo Local | Resultado | Equipo Visitante |
| ------------ | --------- | ---------------- |
| Barcelona    | 1-9       | Guayaquil Sport  |
| Patria       | 3-2       | Panamá           |
| 9 de Octubre | 1-2       | Italia           |

| Fecha 4         | Fecha 4   | Fecha 4          |
| Equipo Local    | Resultado | Equipo Visitante |
| --------------- | --------- | ---------------- |
| Italia          | 1-1       | Barcelona        |
| Patria          | 3-0       | 9 de Octubre     |
| Guayaquil Sport | 2-0       | Norteamérica     |

| Fecha 5      | Fecha 5   | Fecha 5          |
| Equipo Local | Resultado | Equipo Visitante |
| ------------ | --------- | ---------------- |
| Panamá       | 4-1       | Norteamérica     |
| 9 de Octubre | 4-2       | Guayaquil Sport  |
| Patria       | 5-3       | Italia           |

| Fecha 6         | Fecha 6   | Fecha 6          |
| Equipo Local    | Resultado | Equipo Visitante |
| --------------- | --------- | ---------------- |
| Barcelona       | 4-1       | Panamá           |
| Guayaquil Sport | 2-1       | Patria           |
| Norteamérica    | 3-2       | Italia           |